# Haughton, Staffordshire
Haughton är en ort och civil parish i Storbritannien.   Den ligger i grevskapet Staffordshire och riksdelen England, i den södra delen av landet, 200 km nordväst om huvudstaden London. Haughton ligger 105 meter över havet och antalet invånare är 1 009.
Terrängen runt Haughton är platt. Runt Haughton är det tätbefolkat, med 257 invånare per kvadratkilometer. Närmaste större samhälle är Cannock, 15,3 km sydost om Haughton. Trakten runt Haughton består i huvudsak av gräsmarker.